# Еразмус I фон Щархемберг
Еразмус I фон Щархемберг „Стари“ (на немски: Erasmus I von Starhemberg „der Aeltere“ Herr in Wildberg; * 10 юли 1503, Ридег, Горна Австрия; † 10 юли/8 септември 1560, Виена) е благородник от стария австрийски благороднически род Щархемберг, императорски съветник, господар на Щархемберг, Ридег и във Вилдберг при Линц в Долна Австрия.

## Живот
Той е вторият син на Бартоломеус фон Щархемберг († 19 април 1531) и Магдалена фон Лозенщайн (* ок. 1477; † 1523), дъщеря на императорския съветник Вилхелм фон Лозенщайн-Ребелхофен († 1506) и Барбара фон Парзберг. По-големият му брат Йохан VI фон Щархемберг (1494 – 1534) е женен за Сузана фон Полхайм.
Еразмус I, както баща му, си кореспондира също с Мартин Лутер. През 1529 г. той се бие в императорската войска против турците. Служи също като главен мунд-шенк в двора на император Карл V.
Той умира на ок. 57 години на 10 юли 1560 г. във Виена и е погребан в Хелмонзодт, Горна Австрия.
Щархембергите са от 1643 г. имперски графове и от 1765 г. имперски князе.

## Фамилия
Първи брак: ок. 25 май 1529 г. в Линц с графиня Анна фон Шаунберг (* 1513; † 1551, Виена), дъщеря наследничка на граф Георг III фон Шаунберг (1472 – 1554) и Генофефа фон Арко († сл. 1554). Те имат осемнадесет деца:
- Георг фон Щархемберг (* 1531; † 10 юли 1554)
- Бартоломеуз (*/† 1532)
- Мария Салома фон Щархемберг (1533 – 1551)
- Рюдигер IX фон Щархемберг (* 10 декември 1534; † 5 декември 1582), господар на Щархемберг, женен I. 1560 г. за баронеса Хелена Сцркели де Кьовенд († 14 март 1579, Хорн), II. 1580 г. за Отилия фон Лимпург-Шпекфелд († 25 април 1620); внукът му Конрад Балтазар фон Щархемберг е издигнат през 1643 г. на имперски граф
- Гундакар XI фон Щархемберг (* 16 май 1535, Вилдберг; † 9 септември 1585, Линц), женен I. за Сузана фон Хоенфелд, II. за Сузана фон Рогендорф
- Каспар (* 1536)
- Анна Мария фон Щархемберг (* 1537; † 26 април 1597, Клагенфурт), омъжена на 12 май 1554 г. за фрайхер Георг фон Дитрихщайн (* 2 септември 1526; † 25 юли 1593, дворец Холенбург)
- Йохан (*/† 1538)
- Улрих (* ок. 1539; † 1540)
- Хайнрих фон Щархемберг (* 6 юли 1540; † 23 декември 1571, Вилдберг), господар на Ридег, Вилдберг и Лобенщайн, имперски дворцов съветник, женен на 7 февруари 1563 г. за Магдалена фон Ламберг (* 1546; † 19 октомври 1581)
- Георг фон Щархемберг (1541 – 1565)
- Мария Магдалена фон Щархемберг (1541 – 1574), омъжена на 30 януари 1570 г. за Бохуслав Хавел Попел Лобковиц (* 1543; † 7 юли 1595)
- Барбара фон Щархемберг (* 1542; † 11 април 1584), омъжена I. за Хайнрих фон Целкинг, II. 1561 г. за фрайхер Йохан фон Чернембл (* 1536; † 1 август 1595, Швертберг)
- Мария Елизабет фон Щархемберг (* 1543; † 2 февруари 1580), омъжена на 16 юни 1567 г. във Велс за фрайхер Лудвиг фон Полхайм (* 18 октомври 1529; † 16 януари 1608, Лихтенег)
- Еразмус II фон Щархемберг Млади (1545 – 1570), женен на 3 октомври 1568 г. за трушсеса Катарина фон Валдбург-Волфег-Цайл-Волфег (* 6 юни 1545; † 12 ноември 1590)
- Регина (* 1547; † млада)
- Лудвиг (1548 – 1552)
- Йохана (*/† 1549)
- Сидония (*/† 1551)

Втори брак: на 30 юли 1553 г. с Регина фон Полхайм († 8 октомври 1572), дъщеря на фрайхер Зигизмунд Лудвиг фон Полхайм (* 1493, Инсбрук) и Анна фон Екартсау. Тя е вдовица на граф Йохан фон Шаунберг († 31 май 1551, Линц), братът на първата му съпруга Анна фон Шаунберг. Бракът е бездетен.